# 叶农
叶农（1964年2月19日—），男，湖南长沙人。本科、硕士研究生均毕业于华东师范大学。暨南大学历史学博士，师从汤开建。澳门大学博士后。
主要从事明清港澳历史教学与研究。现为暨南大学文学院中国文化史籍研究所教授，博士生导师。澳门研究院主任，广东省政协委员。
参编多部澳门学著作。在《世界宗教研究》《世界民族》《中国经济史研究》《民族研究》《国际汉学》《戏剧》《学术研究》《华南师大学报》《美术研究》 《广东社会科学》《北京行政学院学报》《暨南学报》等CSSCI期刊发表论文数十篇。主持国家社科基金重大项目一项。